# ボウイ海山
ボウイ海山 (英語: Bowie Seamount) は北東太平洋にある大規模な海底火山であり、カナダのブリティッシュ・コロンビア州の沖合にあるハイダ・グワイの西方180キロメートルに位置する。この海山の名称は、アメリカ合衆国沿岸測地測量局（現国立測地測量局）の技師ウィリアム・ボウイに由来する。
この海底火山の山頂は平坦で（ギヨーに分類される）、海底から約3,000メートルはそびえ立ち、海面下24メートルに達している。北はアリューシャン海溝から南はハイダ・グワイ（旧クィーン・シャーロット諸島）へ至る、プラット＝ウェルカー海山列、あるいはコーディアック・ボウイ海山列と呼ばれる、長大な海底火山からなる海底山脈の南端に位置する。
ボウイ海山は、太平洋の底で北西に移動する地球の表面を構成する大きなセグメントである太平洋プレートの上に乗っており、その山麓の北と東側は近隣の火山に囲まれている。北側に位置するのはホジキンズ海山で、東側はグレアム海山である。

## 地質

### 構造
海山とは、海底からそびえ立つ火山である。火山を取り囲む無尽蔵の水の存在により、陸上の火山とは異なる振る舞いを見せる。ボウイ海山の噴火によりあふれ出た溶岩は玄武岩となる。通常は灰色から黒色あるいは暗褐色の火成岩で、ケイ酸含率が低い（この溶岩は苦鉄質である）。玄武岩質溶岩が冷たい海水に触れると急速に冷やされて枕状溶岩になり、それを割り開いて高温の溶岩があふれ出てさらなる枕状溶岩の形成を繰り返す。枕状溶岩の表面は急速冷却によりきめ細かいガラス質の外殻をもち、放射状に結合している。
少なくとも3,000メートルの高さを有し、海面下24メートルに達するボウイ海山は、ブリティッシュ・コロンビア州の沿岸部だけにおよばずカナダの水域全体で最も浅い海底火山であり、北東太平洋に範囲を広げてもトップクラスである。ほとんどの海山は、水深が数百から数千メートルの深海で見つかっているのだ。逆に、ボウイ海山が陸上にあったとすれば、ブリティッシュ・コロンビア州南西部のホイッスラー山よりおよそ600メートルは上回るが、カナディアン・ロッキーの最高峰であるロブソン山には800メートル及ばない。
ボウイ海山の山体は全長が約55キロメートルで、幅はほぼ24キロメートルである。その平坦な山頂部は弱く結合したテフラで覆われ、二つのテラスからなる。低い側のテラスが水深約230メートルで、高い側が約80メートル、そして切り立った側面の第二のサミットが海面下25メートルを超えてそびえている。物理の見地からして、海底火山の有効サイズは、その山塊が単独で示唆するよりも、おそらくは非常に大きい。ワシントン州沖合のコッブ海山を含む太平洋側北西部に沿って並ぶ他の海底火山群では、海山の山頂から30キロメートル以内の範囲でプランクトンと呼ばれる小さな浮遊有機体が様々に入り交じり大量発生する様相を見ることができ、同等の規模を有するボウイ海山でも、周辺海域に同様の影響を与えていると考えられる。

### 噴火史

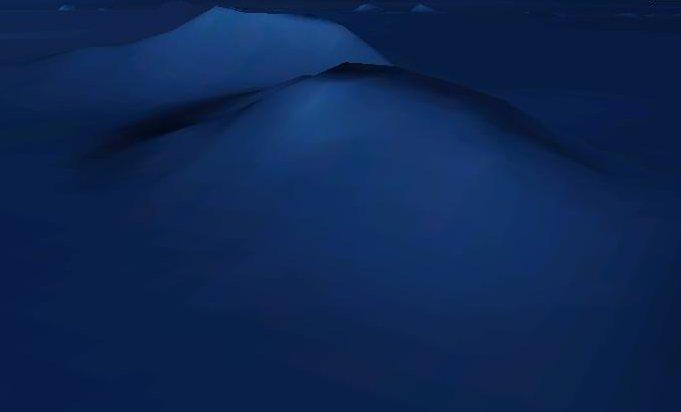
ホジキンズ海山とその背後のボウイ海山の3D描画

ボウイ海山は、約11万年前に始まり1万年から1万5千年前に終了した最終氷期、別名“ウィスコンシン氷期”を通して、海底の割れ目噴火により生じた。太平洋のほとんどの海底火山は100万年以上前に誕生しているが、ボウイ海山は比較してかなり新しい。海山の基盤岩は100万年に近い年月を経ているが、山頂部の生成は18,000年よりも新しいことを示す火山活動の痕跡がある。地質学の見地からすれば、これは非常に最近で火山活動が現在でも進行している可能性も有している。
ボウイ海山の海中の山頂に接近しているため、過去の海岸線は波浪の活動により途切れており、海浜堆積物はこの海底火山がかつて、単独の火山島あるいは火山活動による小規模な群島として海上に顔を出していたことを示している。ボウイ火山が誕生した最終氷期の間、海水面は現代よりも少なくとも100メートルは低かったと見られている。

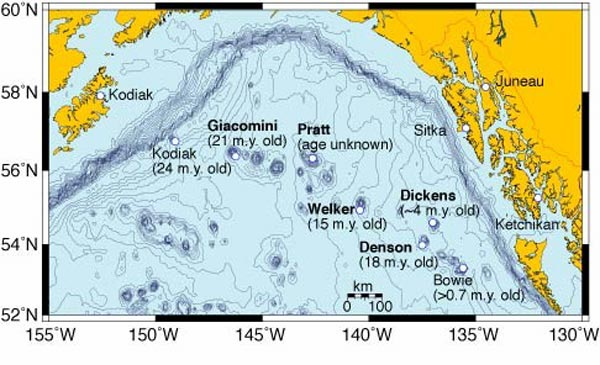
コーディアック＝ボウイ海山列の地図

### 起源
ボウイ火山を生み出した火山活動の起源には論争がある。地質学の研究によれば、コーディアック＝ボウイ海山列はマントル・プリュームと呼ばれる上昇するマグマの上に形成されたことが示されている。コーディアック＝ボウイ海山列を含む海山群は、マントル・プリュームの上で生成されて、そのマグマ源から太平洋プレートにより北西方向へ、アラスカ州南部の海岸線に沿って、アリューシャン海溝へ向けて動いている。
コーディアック＝ボウイ海山列を構成する海山を構成する火山岩は、典型的な海洋島玄武岩のように酸を中和した化学物質を有しているが、中央海嶺玄武岩に見られるようにストロンチウムの含有率が低い点で異常といえる。しかしながら、ボウイ海山を構成するストロンチウムを有する火山岩は鉛も含有している。従って、ボウイ火山を形成したマグマの混合は、明らかに高い鉛同位体比を有する地球のマントルや玄武岩の中で枯渇したソースの部分融解の度合いが変化したことが原因のようである。地質学の研究の間の評価は、多量の枯渇したソースの成分割合は60％から80％の間を示している。
コーディアック＝ボウイ海山列の起源におけるいくつかの観点は不明確なままである。ボウイ海山の南のツゾ・ウィルソン海山で発見された火山岩は、海山がハイダ・グワイの南のマントル・プリュームの直上もしくは付近に位置していれば予想されるような最近の年代の新鮮なガラス質枕状溶岩である。しかしながら、ボウイ海山のある海底部が中新世の1600万年前に生成されていても、頂上部は最近の火山活動の痕跡を残しているため、その起源はさほど明らかではない。仮にボウイ海山がマントル・プリュームの上で形成され、現在はその位置をツゾ・ウィルソン海山が占めているとすると、海山はマグマ源からおおよそ625キロメートル、年に4センチの割合で移動したことになる。ボウイ海山の地史は、その平坦な山頂部の浸食度合いと矛盾がないものの、最近の火山活動の源泉が不確かなまま残る。それにもかかわらず、ボウイ海山の遙か北方にあるディケンズ海山とプラット海山は、海山列の想定される傾向の中に多少は収まっている。コーディアック＝ボウイ海山列の一部もしくは全ての海山の起源に関する別の仮説では、バンクーバー島の西の分岐プレート境界であるエクスプローラー・リッジのトップで生成され、海洋底の拡大によって移動してきたとされる。
コーディアック＝ボウイ海山列の中にはマントル・プリュームの痕跡として想定される年代に従う海山も存在するが、デンソン海山のような他の海山は、仮説が示唆するよりも古い。結果として、コーディアック＝ボウイ海山列は、地球科学者から隆起とマントル・プリューム火山活動との混合でもあると提案されている。

## 生物

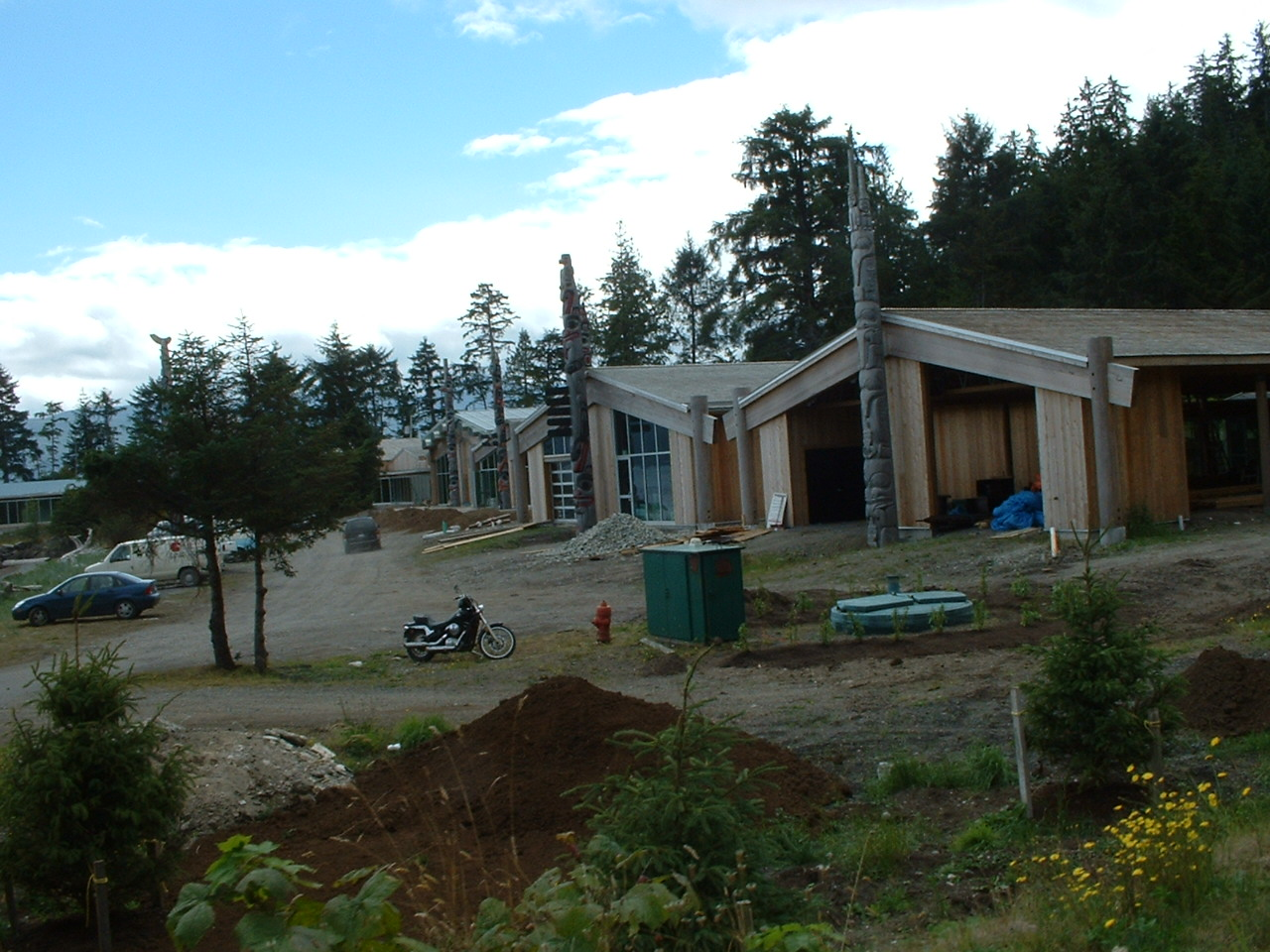
ボウイ海山海洋保護区が紹介されている Kaay Llnagaay のハイダ・ヘリテイジ・センター

ボウイ海山は活発な生態系を有する生物学的に豊かな領域を維持している。研究によれば、カニやヒトデ、イソギンチャク、海綿、イカ、タコ、メバル、カレイ、ギンダラが高密度に生息している。また、海山周辺ではトドやシャチ、ザトウクジラ、マッコウクジラなど8種の海棲哺乳類と、16種の海鳥が確認されている。これは、ボウイ海山が北東太平洋において希少な生息地であり、地球上で最も生物学的に豊かな場所の一つであることを示している。この豊富な海洋生物群は、植物プランクトンや動物プランクトンなどの微視的な食料供給により支えられている。

### ボウイ海山海洋保護区
豊かな生態系により、ボウイ海山は2008年4月19日、カナダの海洋法に基づき、「海のオアシス」と称されてカナダ7番目の海洋保護区に指定された。発表はハイダ・グワイのスキッドゲートにおいて、ロヨラ・ハーン水産海洋大臣とハイダ・ネイション議長であるグージョーの両名により行われた。この発表において、ガリー・ルーン天然資源大臣は以下のように述べている。「ボウイ海山は深海における希少かつ生態系豊かな海のオアシスであり、そして我々カナダ政府は、この海域の保護を実行に移す施策をとれたことを誇りに思う。ハイダネーション議会、そしてカナダ野生生物基金等のグループと提携して働くことにより、我々は未来の世代へこの唯一無二の宝物を守り伝えていくことを確実なものとしています」　保護区は概ね長さが118キロメートル、幅が80キロメートルあり、総面積は6,131平方キロメートルに及ぶ。ブリティッシュ・コロンビア海岸にある二つの海洋保護区としては北側に位置する（南側はバンクーバー島の250キロメートル南西にあるファンデフーカ海嶺の熱水噴出孔領域であるエンデバー熱水噴出孔群である）。ボウイ海山海洋保護区にはパース海山（別名デビッドソン海山）とホジキンズ海山も含まれている。

## 潜水調査研究
ボウイ海山の浅い水深は、ブリティッシュ・コロンビア海岸の沖合において、スクーバ・ダイビング器材を用いて容易にたどり着ける海山として唯一の場所を作り出している。1969年3月、新たな装備パッケージ開発のための研究の一環として、カナダ統合軍海上部隊により、CSS パリゾーからこの海底火山への潜水が行われた。二回の潜水により、山頂部分のモノクロ写真が撮影され、危険な生物が生息していないか調査するために植物、動物、バクテリア等が収集されたことにより、ボウイ海山の基礎的な環境資料が確立された。収集された資料は、ナナイモにある太平洋生物学ステーションにおいて同定され、海洋底に生息する11種の無脊椎動物のリストが作成された。

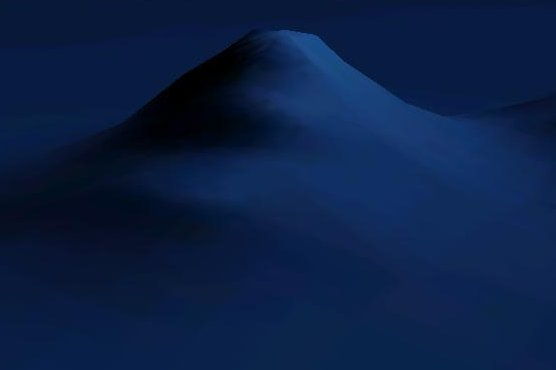
ボウイ海山の東斜面

1969年8月には、カナダ漁業調査委員会による科学的調査のため、カナダ統合軍海上部隊のダイバーが再び潜水を行っている。この調査により、山頂の平坦部で非常に多彩なメバル属等のいわゆる根付き魚や様々な種類の海底生物を認めている。大量のモノクロ写真が撮影され、記録のためにわずかに海藻が採集された。しかし、ボウイ海山の周囲では他の種類の海洋生物に関する記録は残されていない。
1996年11月に発売されたナショナル・ジオグラフィック誌へ、「海山の世界」という題名で、二人の潜水冒険家、ビル・カートシンガー及びエリック・ヒンターによるボウイ海山の解説記事が掲載された。二人はスクーバ―を用いて水深50メートルの海山山頂部へ潜り、さらり斜面を水深150メートルまで到達している。二人が撮影した写真には、ボウイ海山の荒涼とした山頂に、分厚く海藻に覆われ色取り取りの深海の生物が棲み着く様子がとらえられていた。海山の斜面では様々な種類のメバルが捉えられていた。
北東太平洋にある Khoyatan 海洋研究所の科学者ビル・オースティンは、ナショナル・ジオグラフィック協会が撮影したビデオ・フィルム全編を調査し、ボウイ海山周辺の海底に生息する植物相や動物相を分類した。ビデオ・フィルムから、オースティンは通常は干満の影響を受ける浅い水域に生息する数種の無脊椎動物に最も注目を示し、通常よりも深い海底に棲み着き、しかも通常よりも大型であることを明らかにした。
写真家／ビデオ作家であるニール・マクダニエルに率いられた5人のダイバー・チームが、2003年8月3日から5日にかけて海山を訪れ、水深40メートルの山頂部で生物学的調査と撮影を行った。その結果、18種の藻類、83種の顕著な無脊椎動物、12種の魚類を記録し、おおよそ180枚の水中スチール写真と約90分のデジタル・ビデオ映像を記録した。特筆すべき記録として、山頂を遊泳する濃密なメバルの群れと、多数の奇妙なボウズギンポがとらえられている。

## 先住民
ボウイ海山海洋保護区の設立に重要な役割を果たした太平洋北東岸の先住民であるハイダ・ネイションにとって、この海底火山は“Sgaan Kinghlas”と呼称されている。彼らの言語によるその意味は「外に見える超自然的存在」である。
この海山は、ハイダ・ネイションにとって長らく特別な場所と考えられてきており、ハイダ・ネイション議長のグージョーはこの地について以下のように述べている「Sgaan Kinghlas は、この星に対する敬意と保護の必要を促す変化を象徴する。これは、海の生命を消耗させてきた流れを覆す、極めて重要な転機である」

## 危険海域
その浅い海深がために、ボウイ海山は冬期の間ブリティッシュ・コロンビア海岸を直撃する強力な嵐のために潜在的な海洋上の危険となっている。20メートルを超える波高が記録されており、それがために山頂部が露出しこの海域を通過しようとする船舶を座礁させる可能性がある。このため、ボウイ海山は周囲を航行する船舶に対して回避すべき海域として勧告されている。